# Nåde (prædikat)
 For alternative betydninger, se Nåde. (Se også artikler, som begynder med Nåde)
Nåde er et prædikat (en høflig omtale- og tiltalteform), der bruges om/til visse højadelige personer. I Danmark anvendes nådesprædikatet traditionelt om/til baroner/baronesser, lensbaroner/lensbaronesser, grever/grevinder/komtesser og lensgrever/lensgrevinder (dog har visse grevelige adelspersoner, herunder nogle af greverne af Rosenborg og Danneskiold-Samsøe samt grevinden af Frederiksborg, prædikat af Excellence).
I Danmark hører de baron- og grevelige personer med traditionelt prædikat af Nåde til i den officielle Rangfølges klasse 2 (lensgrever/lensgrevinder), klasse 3 (grever/grevinder/komtesser og lensbaroner/lensbaronesser) og klasse 4 (baroner/baronesser).

## Nådesprædikatet i tiltale(form)
- Deres Nåde: Tiltaleform til én adelsperson, f.eks.: "Ønsker Deres Nåde kaffen serveret nu?"; "Der er telefon til Dem, Deres Nåde!"; "Deres Nåde," (som indledningshilsen i brev eller e-mail).
- Deres Nåder: Tiltaleform til to eller flere adelspersoner, f.eks.: "Hvis Deres Nåder vil være så venlige at følge med mig..."; "Deres Nåder, jeg beder Dem undskylde mig."; "Deres Nåder," (som indledningshilsen i brev eller e-mail).

## Nådesprædikatet i omtale(form)
- Hans Nåde (forkortet H.N.): Omtaleform om én adelsmand, f.eks.: "Hans Nåde ankom sammen med sin forlovede til middagen klokken 18."
- Hendes Nåde (forkortet H.N.): Omtaleform om én adelsdame, f.eks.: "I går aftes deltog Hendes Nåde i åbningsceremonien."
- Deres Nåder (forkortet D.N.): Omtaleform om to eller flere adelspersoner, f.eks.: "Begge Deres Nåder er opvokset på et slot."; "Deres Nåder forlod festmiddagen ved midnatstid, hvorefter de blev kørt hjem."; "Man ser ikke meget til Deres Nåder i lokalområdet for tiden."

## Adelspersoners nådesprædikat sammensat med titel og navn
Ved angivelse af adelspersoners navn inkl. nådesprædikat og adelstitel (f.eks. på en brevkonvolut, på et navneskilt, i en biografisk avisartikel, på officielle dokumenter, på en gravsten m.m.) skriver man på følgende måde:
- Officiel form (baron-/greveadelstitel skrevet med lille begyndelsesbogstav og stillet efter fornavn(e), men foran de(t) adelige slægtsnavn(e)):
  - Hans Nåde Christian Alexander Edvard August baron/greve (af/von) Gyldenborg (forkortet: H.N. Christian Alexander Edvard August baron/greve (af/von) Gyldenborg)
  - Hendes Nåde Charlotte Louise baronesse/grevinde/komtesse (af/von) Gyldenborg (forkortet: H.N. Charlotte Louise baronesse/grevinde/komtesse (af/von) Gyldenborg)
  - Deres Nåder Christian Alexander Edvard August baron/greve (af/von) Gyldenborg og Charlotte Louise baronesse/grevinde/komtesse (af/von) Gyldenborg (forkortet: D.N. Christian Alexander Edvard August baron/greve (af/von) Gyldenborg og Charlotte Louise baronesse/grevinde/komtesse (af/von) Gyldenborg)

- Dagligdagsform (baron-/greveadelstitel skrevet med stort begyndelsesbogstav og stillet foran fornavn(e)):
  - Hans Nåde Baron/Grev Christian (Alexander Edvard August) (af/von) Gyldenborg (forkortet: H.N. Baron/Grev Christian (Alexander Edvard August) (af/von) Gyldenborg)
  - Hendes Nåde Baronesse/Grevinde/Komtesse Charlotte (Louise) (af/von) Gyldenborg (forkortet: H.N. Baronesse/Grevinde/Komtesse Charlotte (Louise) (af/von) Gyldenborg)
  - Deres Nåder Baron/Grev Christian og Baronesse/Grevinde Charlotte (af/von) Gyldenborg (forkortet: D.N. Baron/Grev Christian og Baronesse/Grevinde Charlotte (af/von) Gyldenborg) - om et ægtepar

- Endvidere kan følgende nådesprædikat-, titel- og navnesammensætninger anvendes:
  - For en adelsmand:
    - Hans Nåde Baronen/Greven (forkortet: H.N. Baronen/Greven)
    - Hans Nåde Baron/Grev Christian (forkortet: H.N. Baron/Grev Christian)
    - Nåden, Nådigherren (Nådigbaronen/Nådiggreven), Den Nådige Herre (Den Nådige Baron/Greve)
    - Baron/Grev Christian

  - For en adelsdame:
    - Hendes Nåde Baronessen/Grevinden/Komtessen (forkortet: H.N. Baronessen/Grevinden/Komtessen)
    - Hendes Nåde Baronesse/Grevinde/Komtesse Charlotte (forkortet: H.N. Baronesse/Grevinde/Komtesse Charlotte)
    - Nåden, Nådigfruen/Nådigfrøkenen (Nådigbaronessen/Nådiggrevinden/Nådigkomtessen), Den Nådige Frue / Den Nådige Frøken (Den Nådige Baronesse/Grevinde/Komtesse)
    - Baronesse/Grevinde/Komtesse Charlotte

  - For et adelsægtepar:
    - Deres Nåder Baronparret / Baronen og Baronessen / Greveparret / Greven og Grevinden (forkortet: D.N. Baronparret / Baronen og Baronessen / Greveparret / Greven og Grevinden)
    - Deres Nåder Baron/Grev Christian og Baronesse/Grevinde Charlotte (forkortet: D.N. Baron/Grev Christian og Baronesse/Grevinde Charlotte)
    - Nåderne, Nådeherskabet (Nådigbaronparret/Nådiggreveparret), Nådigherren og Nådigfruen (Nådigbaronen og Nådigbaronessen / Nådiggreven og Nådiggrevinden), Det Nådelige Herskab (Det Nådelige Baronpar / Det Nådelige Grevepar), Den Nådelige Herre og Frue (Den Nådelige Baron og Baronesse / Den Nådelige Greve og Grevinde)
    - Baron/Grev Christian og Baronesse/Grevinde Charlotte

## Nådesprædikatet i udlandet
I udlandet anvendes også betegnelsen Nåde som prædikat til adelige og visse steder gejstlige personer. I Storbritannien er det f.eks. kun hertuger blandt alle højadelige, der til- og omtales med nådesprædikatet (på engelsk: His/Her/Your Grace i ental og Their/Your Graces i flertal).